# Королева і Я
«Королева і Я» — кінофільм режисера Стюарта М. Пеппера, що вийшов на екрани в 2006 році.

## Зміст
Для багатьох англійська королева – це всього лише символ або казковий, недоступний персонаж з екрану телевізора. А от школярка Діана вирішила, що за будь-яку ціну вдостоїться особистої зустрічі з британським монархом. Дівчина придумала вельми оригінальний план, який не тільки призвів до бажаного результату, але й прославив екстравагантну вигадницю на весь світ.

## Ролі
| Актор             | Роль |
| ----------------- | ---- |
| Алісса Берньє     | -    |
| Ліенн Браман      | -    |
| Гай ДіДжіованні   | -    |
| Джофф Лінг        | -    |
| Керрі Ланд        | -    |
| Нільс Міллер      | -    |
| Стю Пеппер        | -    |
| Michael Sausville | -    |
| Леслі Стейплс     | -    |
| Leo Wolfe         | -    |

## Знімальна група
- Режисер — Стюарт М. Пеппер
- Сценарист — Стюарт М. Пеппер, Michael Sausville
- Композитор — Michael Junkroski